# Parc national du Mont Ainos
Le parc national du Mont Ainos (en grec moderne : Εθνικός δρυμός Αίνου) est situé dans le mont Ainos, sur l'île Ionienne de Céphalonie,
Grèce. Le plus petit des parcs nationaux de Grèce, il a été fondé en 1962 spécifiquement pour protéger les 1 973 ha de sapins de Céphalonie ou sapin d'Apollon (Abies Cephalonica), espèce endémique de l'île et en danger de disparition pour cause d'hybridation. Il est classé Natura 2000 comme « site d'intérêt communautaire » depuis le 1er septembre 2006.

## Description
Long de 11 km du nord-ouest au sud-est pour une superficie de 2 862 ha, son altitude va de 600 m à 1 628 m au sommet du mont Sorós. Son territoire inclut le mont Kalon, voisin du mont Ainos, et 646 ha sur le mont Roúdi au nord-ouest du mont Ainos.

### Climat
Le climat est de type méditerranéen : hivers humides, étés secs avec de rares précipitations et des températures qui varient selon l'altitude mais dont la moyenne en période chaude reste en dessous de 22 °C. En janvier-février ces températures descendent autour de 1 °C, et montent en juillet jusqu'à environ 26,5 °C. Il neige généralement de décembre à mars.
La mer Adriatique induit des brouillards essentiels en été pour la survie de certaines plantes.

## Habitats
Trois habitats principaux sont répertoriés :
La forêt de sapins de Céphalonie, à altitude modérée entre 700 et 1 200 m d'altitude, composée pratiquement uniquement de cette espèce sur le mont Sorós. On retrouve le sapin de Céphalonie sur le mont Roúdi, mélangé avec des espèces typiques de maquis méditerranéen (Quercus coccifera ou chêne kermès, Pistacia lentiscus ou pistachier lentisque, Arbutus unedo ou arbousier). La couverture de végétation est particulièrement dense sur les faces est et nord mais très clairsemée sur les pentes sud et sud-ouest.
Les flancs de montagne portent une végétation plus clairsemée mais dénombrant quelques espèces rares.
Les sommets rocheux sont sans couvert forestier mais abritent la plupart des espèces endémiques de flore et de faune ioniennes ; on y trouve quelques individus de Quercus coccifera sur les pentes ouest.

## Flore
Sur le mont Ainos se trouve une forêt de sapins de Céphalonie exceptionnelle pour sa pureté génétique grâce à sa situation insulaire. Le sapin de Céphalonie est menacé de disparition par hybridisation avec Abies alba, en particulier dans le nord de sa zone de répartition, est la raison de la création du parc. On retrouve cette espèce sur le mont Roúdi, mélangée à des arbustes : poirier faux-amandier (Pyrus amygdaliformis), aubépine (Crateagus), et d'autres, ainsi qu'au pin noir (Pinus nigra).
Les 646 ha sur la montagne Roúdi abritent des épineux de type astragale (Astragalus cephalonicus et Astragalus angustifolius), qui dominent dans les plus hautes zones alpestres rocheuses et composent un espace différencié du reste du parc.
Il y a également d'importantes populations de sauge de Jérusalem (Phlomis fruticosa) et de violette de Céphalonie (Viola heterophylla), une autre espèce endémique.
Liste de la flore du parc,, :
- Abies cephalonica (sapin de Céphalonie)
- Ajuga orientalis aenesia (bugle du levant)
- Alkanna corcyrensis (genre alkanna)
- Arbutus unedo (arbousier)
- Arenaria guicciardii (genre arenaria)
- Astragalus cephalonicus (Astragale de Céphalonie)
- Astragalus sempervirens cephalonicus (astragale sempervirente de Céphalonie)
- Campanula garganica cephallenica (campanule étoilée de Céphalonie)
- Centaurea alba albanica (centaurée blanche)
- Cerastium candidissimum (genre céraiste)
- Crocus hadriaticus (crocus de l'Adriatique)
- Erysimum cephalonicum (vélar de Céphalonie)
- Galium peloponnesiacum (gaillet du Péloponnèse)
- Geocaryum peloponnesiacum
- Paronychia albanica graeca (paronyque blanche de Grèce)
- Petrorhagia fasciculata (œillet fasciculé)
- Pistacia lentiscus (pistachier lentisque)
- Poa cephalonica (pâturin de Céphalonie)
- Phlomis fruticosa (espèce de Phlomis dite « sauge de Jérusalem »)
- Quercus coccifera (chêne kermès)
- Scaligeria moreana
- Scutellaria rubicunda ikarica (espèce de scutellaria)
- Silene ionica (silène ionienne)
- Silene ungeri
- Thymus holosericeus (espèce de thym)
- Viola cephalonica (violette de Céphalonie)

## Faune
Importante pour l’île mais peu variée, la faune du parc comprend quelques mammifères comme le renard (Vulpes vulpes), la fouine (Martes foina), le lièvre d’Europe (Lepus europaeus) et d'autres espèces communes. La population aviaire inclut quelques corvidés et falconidés comme le circaète Jean le Blanc (Circaetus gallicus), la bartavelle (Alectoris graeca), et des oiseaux migrateurs variés. On y a récemment découvert le pic noir (Dryocopus martius), sorte de pic-vert qui ne se trouve dans aucune autre île de la Méditerranée.
Le mont Ainos et le mont Kalon sont des habitats privilégiés pour certains oiseaux de proie, dont le faucon lanier (Falco biarmicus, espèce rare et en danger de disparition) et le circaète Jean-le-Blanc (Circaetus gallicus). La région était autrefois régulièrement visitée par le vautour fauve (Gyps fulvus) en provenance des colonies de l'ouest de la Grèce, mais il est devenu extrêmement rare de l'y voir. Le parc abrite des couples du plus grand hibou de Grèce, le grand-duc d'Europe (Bubo bubo).
Une horde de chevaux (Equus caballus) vit à l’état semi-sauvage dans le parc. Les chevaux d'Ainos ne sont pas une race reconnue ; ils sont classés comme Poneys de montagne de type B. Ils sont les descendants des chevaux grecs du Pinde, dont trois races sont maintenant disparues : Achéens, Thessaliens et Thraciens. On les trouve également, en bien plus grand nombre, à Arta (au nord de Lefkada, dans le sud des montagnes du Pinde) où leurs conditions de vie sont nettement meilleures. Sur le mont Ainos une seule source d'eau leur est accessible, qu'ils partagent avec les troupeaux et les autres animaux sauvages ; d'accès difficile à cause des nombreux rochers, elle entraîne des pathologies dans les articulations des membres. Le manque d'eau en été fait disparaître l'herbe de la mi-juillet jusqu'à la mi-décembre ; les températures ont alors considérablement baissé, et le trajet entre l'eau et les pâturages est trop long. Il ne restait plus que 22 individus en 2002. ELATI, une Ligue environnementale pour les animaux ioniens (Environmental League for Animals in the Ionian) a été créée en 2002 pour aider cette population à surmonter son déclin.
Liste de la faune du parc,, :
Mammifères
- Canis aureus moreoticus (chacal doré)
- Lepus europaeus carpathous (lièvre des Carpathes)
- Martes foina (fouine)
- Meles meles (blaireau européen)
- Mustela nivalis galinthias (belette)
- Talpa caeca (taupe aveugle)

Amphibiens et reptiles
- Algyroides moreoticus (espèce de lézard)
- Bufo bufo bufo (crapaud commun)
- Coluber gemonensis gemonensis (maintenant appelée Hierophis gemonensis)
- Elaphe situla (couleuvre léopard)[8]
- Telescopus fallax fallax
- Testudo hermanni hermanni (tortue d'Hermann)[8]
- Vipera ammodytes meridionalis

Oiseaux
- Accipiter brevipes (épervier à pieds courts)[9]
- Accipiter nisus (Épervier d'Europe)
- Alectoris graeca (Perdrix bartavelle)
- Anthus campestris campestris (Pipit rousseline)[9]
- Apus apus apus (Martinet noir)[10]
- Apus melba (Martinet à ventre blanc)
- Athene noctua (Chouette chevêche d'Athéna)
- Bubo bubo (Grand-duc d'Europe)[9]
- Buteo buteo buteo (Buse variable)[10]
- Buteo rufinus rufinus (Buse féroce)[9]
- Carduelis cannabina (Linotte mélodieuse)
- Carduelis carduelis (Chardonneret élégant)
- Carduelis chloris (Verdier d'Europe)
- Circaetus gallicus (Circaète Jean-le-Blanc)[9]
- Circus aeruginosus (Busard des roseaux)[9]
- Circus macrourus (Busard pâle)[9]
- Circus pygargus (Busard cendré)[9]
- Columba palumbus palumbus (Pigeon ramier)[10]
- Corvus corone (Corneille noire)
- Delichon urbica urbica (Hirondelle de fenêtre)[10]
- Emberiza cirlus (Bruant zizi)
- Emberiza melanocephala (Bruant mélanocéphale)
- Falco biarmicus feldeggi (Faucon lanier)[9]
- Falco peregrinus brookei (Faucon pèlerin)[9]
- Falco tinnunculus (Faucon crécerelle)
- Ficedula albicollis (Gobemouche à collier)[9]
- Ficedula semitorquata (Gobemouche à demi-collier)[9]
- Fringilla coelebs (Pinson des arbres)
- Galerida cristata (Cochevis huppé)
- Garrulus glandarius (Geai des chênes)
- Hippolais olivetorum (Hypolaïs des oliviers)[9]
- Hippolais pallida elaeica (Hypolaïs pâle)[10]
- Cecropis rufula (Hirondelle rousseline)
- Hirundo rustica rustica (Hirondelle rustique)[10]
- Lanius collurio collurio (Pie-grièche écorcheur)[9]
- Lanius minor (Pie-grièche à poitrine rose)[9]
- Lanius senator senator (Pie-grièche à tête rousse)[10]
- Lullula arborea arborea (Alouette lulu)[9]
- Luscinia megarhynchos (Rossignol philomèle)
- Merops apiaster (Guêpier d'Europe)
- Miliaria calandra (Bruant proyer)
- Motacilla flava beema (Bergeronnette printanière)[10]
- Muscicapa striata neumanni (Gobemouche gris)[10]
- Oenanthe hispanica (Traquet oreillard)[10]
- Oenanthe oenanthe (Traquet motteux)
- Oriolus oriolus oriolus (Loriot d'Europe)[10]
- Otus scops (Petit-duc scops)[10]
- Parus caeruleus (Mésange bleue)
- Parus major (Mésange charbonnière)
- Passer domesticus (Moineau domestique)
- Passer hispaniolensis (Moineau espagnol)[10]
- Pernis apivorus (Bondrée apivore)[9]
- Phylloscopus sibilatrix (Pouillot siffleur)
- Saxicola torquata (Tarier d'Afrique)
- Scolopax rusticola (Bécasse des bois)[10]
- Streptopelia decaocto (Tourterelle turque)
- Curruca cantillans (Fauvette des Balkans)
- Curruca melanocephala (Fauvette mélanocéphale)
- Streptopelia turtur (Tourterelle des bois)[10]
- Turdus merula (Merle noir)

Insectes
- Papilio alexanor (alexanor)
- Zerynthia polyxena (Diane, ou Thaïs)
- Saturnia pyri (grand Paon de nuit)

## Galerie

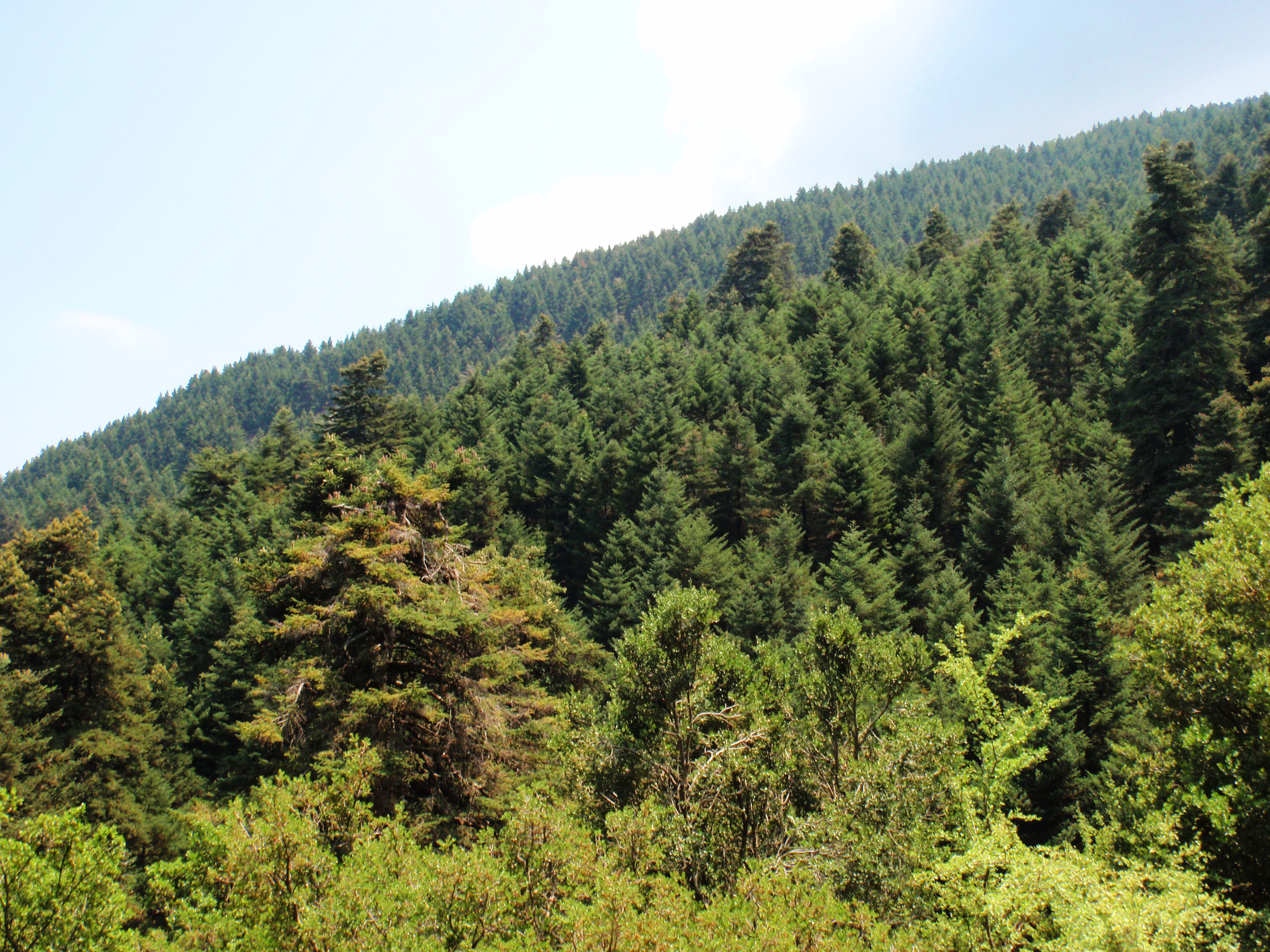
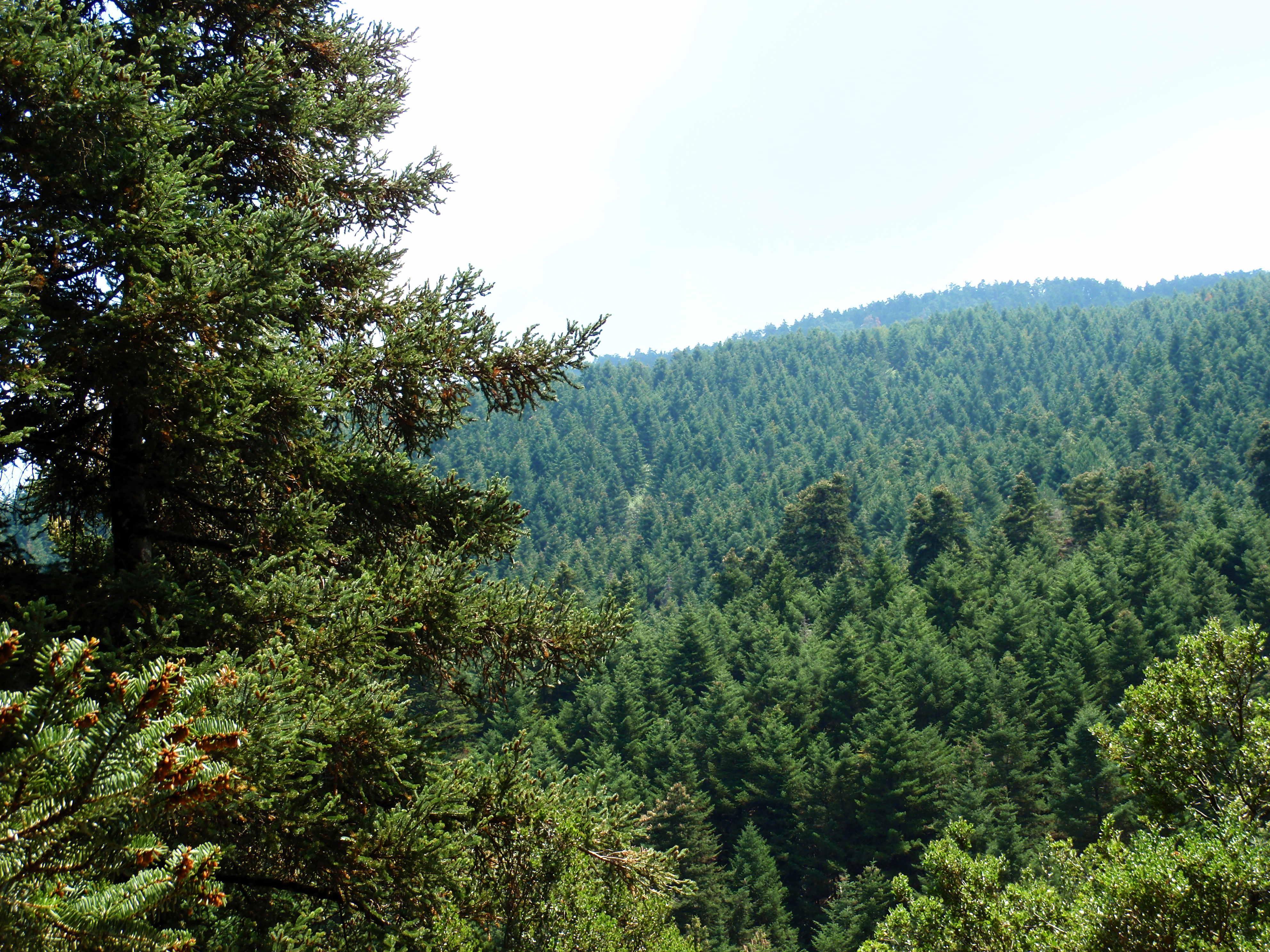

## Administration du parc
Les organismes responsables de la gestion du parc sont le Ministère du développement rural, section pour le développement et la protection des forêts et de l'environnement naturel, et l'organisme Ethnikos Drymos Ainou.

## Population humaine
Environ 3 000 à 4 000 personnes vivent dans cette montagne. Des antennes-relais de télévision et de téléphone en occupent le sommet, ainsi qu'un radar de l'OTAN.